# Edvin Helling

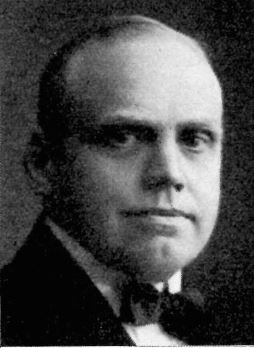
Edvin Helling.

Edvin August Helling, född 21 juli 1873 i Kristine församling i Göteborg, död 21 november 1951 i Orsa församling, Kopparbergs län, var en svensk kirurg. 
Helling, som var son till grosshandlare Sten Helling och Eliza Willerding, blev student vid Göteborgs högskola 1893, avlade mediko-filosofisk examen 1894, blev medicine kandidat 1897 och medicine licentiat 1903, allt i Uppsala. Han innehade ett flertal amanuensförordnanden i Uppsala 1898–1904, var underkirurg och tillförordnad överläkare vid Akademiska sjukhuset 1904–1905, amanuens vid Sahlgrenska sjukhusets kirurgiska avdelning 1906–1908, biträdande läkare vid Göteborgs barnsjukhus 1909–1910, lasarettsläkare i Finspång 1910–1912, lasarettsläkare i Hudiksvall 1912–1913, överläkare vid kirurgiska avdelningen av Göteborgs barnsjukhus 8 månader 1913, lasarettsläkare i Mora 1914–1922, i Kalmar 1922–1928 och i Mora 1928–1938. 
Helling företog studieresor till Storbritannien och USA som Hwassersk stipendiat 1906–1907, till Wien och München 1908 och 1909, till Österrike för tjänstgöring på krigssjukhus 1915 och till USA 1922. Han var ledamot av kommunalfullmäktige i Mora 1920–1923, styrelseledamot för barnhemmet och dispensärstyrelsen i Mora. Han skrev några kirurgiska artiklar.